# هومستون (آیووا)
هومستون (به انگلیسی: Humeston) شهری در ایالت آیووا کشور ایالات متحده آمریکا است که جمعیت آن در سرشماری سال ۲۰۱۰ میلادی، ۴۹۴ نفر بوده‌است.